# Anaperochernes ambrosianus
Anaperochernes ambrosianus es una especie de arácnido  del orden Pseudoscorpionida de la familia Chernetidae.

## Distribución geográfica
Se encuentra en la Isla de San Ambrosio (Chile).